# Stenophragma morigenea
Stenophragma morigenea är en tvåvingeart som beskrevs av Edwards 1940. Stenophragma morigenea ingår i släktet Stenophragma och familjen svampmyggor. Inga underarter finns listade i Catalogue of Life.